# Proagonistes praeceps
Proagonistes praeceps är en tvåvingeart som först beskrevs av Walker 1855.  Proagonistes praeceps ingår i släktet Proagonistes och familjen rovflugor. Inga underarter finns listade i Catalogue of Life.